# Abbé (bouddhisme)
Ne doit pas être confondu avec Abbé.

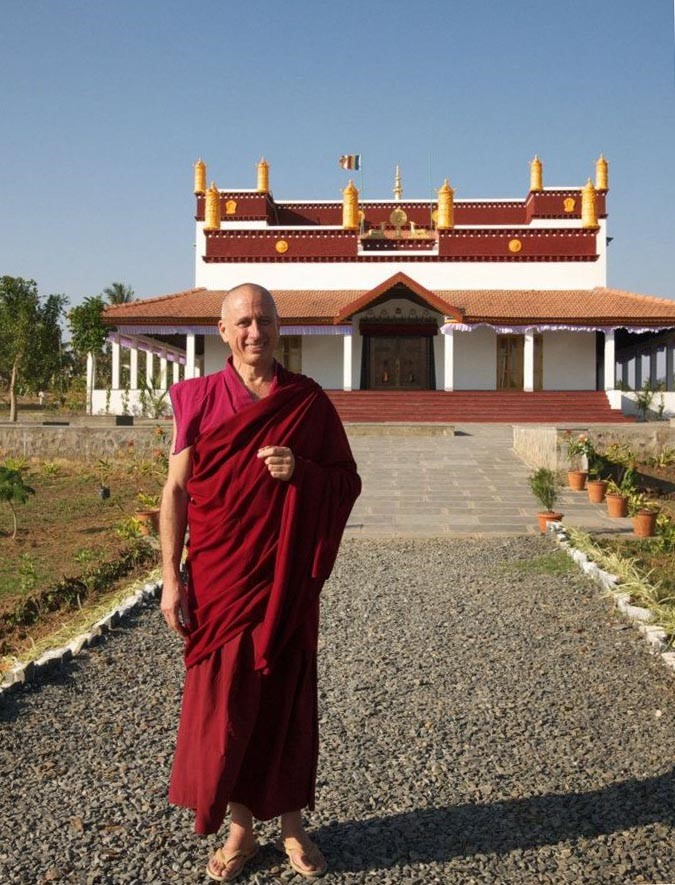
Nicholas Vreeland.

Le terme abbé, en usage dans un contexte chrétien, est également courant dans les pays anglophones pour désigner un moine qui assure la fonction d'administrateur dans un monastère ou dans un important temple bouddhiste. L'équivalent féminin pour les moniales bouddhistes est abbesse. Ces deux titres ne reflètent pas les nombreux équivalents issus des différents pays où s'est implanté le bouddhisme.

## Responsabilités
Le rôle d'un abbé ou d'une abbesse consiste à superviser le fonctionnement du monastère au quotidien,. Les abbés et abbesses exercent une responsabilité spirituelle envers les moines et moniales qui leur sont confiés et ont pour mission de se coordonner avec leurs homologues qui dirigent d'autres monastères.

## Terminologie dans d'autres langues

### Au Tibet
L'abbé d'un monastère bouddiste tibétain est appelé Khenpo. Son titre est Khen Rinpoche, autant pour s'adresser à lui que pour le désigner. Pour des abbés d'un rang supérieur, le terme est Khenchen